# Krisalida (Golouh)
Krisalida je drama Rudolfa Golouha, ki je izšla leta 1940 v Mariboru pri Tiskovni založbi.
Drama je napisana v treh dejanjih in je v nekem smislu politična igra, alegorizirana ter v svojih pomenih že sproti zabrisovana. Avtor se iz prikazovanja stvarnosti premakne v svet iluzij in v njem išče poslednje resnice. Kralj, sprožilna oseba v drami, v realnosti ne more najti smisla življenja, moč in oblast ga ne osrečita, zato išče skladnost, lepoto in srečo v fikciji, ki mu jo skozi pripovedovanje in igranje pripravljajo potujoči komedijanti na njegovem dvoru.
Iluzionist si je izmislil like iz commedie dell'arte, Fausta, Don Kihota in Salome, ki naj bi kralju spregovorili resnico o tem, kako nespametno je zapravil svoje celotno življenje.

## Književne osebe
- Iluzionist
- Kralj
- Burkež
- Pantalon
- Harlekin
- Kolombina
- Krisalida
- Mefisto
- Sluga
- Dr. Faust
- Don Kihot
- Saloma

## Vsebina

### 1. dejanje
Kralj, ki je popolnoma razočaran nad življenjem in se mu toži po mladostnih iluzijah, si od Iluzionista zaželi zabavo, kjer bodo vsi prisotni govorili le resnico. V pripravah na večer oziroma zabavo Iluzionist radovednemu slugi prikaže svoj repertoar. V njem nastopajo nesmrtni potujoči komedijanti: Burkež, ki vedno plete mrežo videzov in resnice, Faust, ki tuhta, kako umreti in spet zaživeti, Mefist, duh nemira in strasti, Don Kihot, optimist boja in utvar, Saloma, ki je življenje v moči in razvratu, in nazadnje Krisalida, ki je bleščeča kot zlatokril metulj , pooseblja človekovo hrepenenje po lepoti, katerega lahko le ona dvigne iz stisk in ga pomiri. 
Iluzionist hoče prepričati svojega kralja, da bo polno zaživel, ko bo zopet začel sanjati. Tako bo dosegel svojo Krisalido, a ne le kot senco in spomin, temveč svežo in zapeljivo kot nekoč.

### 2. dejanje
Liki iz Iluzionistovega sveta kralju pokažejo, kako zelo bi bil lahko srečen, če se le ne bi odel v železje, zgrabil za meč ter se odpravil na pot osvajanja. Ponižni Harlekin pred komedijantskim vozom prosi za zavetje. Ko Pantalon spozna, da kruti svet Harlekina še ni dokončno pokvaril, da še vedno zna sanjati, ga sprejme. Harlekina objame tudi Kolombina, ki ga je zvesto čakala. Tedaj se pojavi Mefisto, ki hoče kralja pritegniti z viharnim in zapeljivim plesom Salome. Toda ne uspe mu, saj lik Fausta in lik Don Kihota opozorita kralja na bistveno, to je Krisalida, ki je njegova sreča, mir in smoter.

### 3. dejanje
Iluzionistovi igralci se sprašujejo, če je prav, da ljudi zapeljujejo in jih slepijo. A iluzionist jih spomni, kaj pravzaprav počne: Krisalida je joker, v katerega vsak investira svoje najlepše in najboljše, on pa jo jemlje tem ljudem in jim jo vrača še lepšo, iluzije ustvarja in jih podira. Krisalido je svojemu kralju vzel in jo pazil ta čas, ko je kralj hodil svojo pot krute sile, sedaj pa je prišel trenutek kraljeve največje sreče in prebujenja, saj bo  zopet lahko sanjal... Čarodej razgrne zadnjo zaveso, pokaže se Krisalida v obliki metulja. Vse je tako kot je bilo. Kralj je končno spet srečen in miren, s Krisalido odideta, Iluzionistova skupina se je izgubila že prej, ostane le še stari sluga, spet sam.

## Uprizoritev
Prvi zabeležen datum uprizoritve je 18.maj 1940 v SNG Maribor.